# Онипко Семен Іванович
Семен Іванович Онипко (18 (31) січня 1913, Осмачки Полтавського району Полтавської області — 1 березня 1975, Тернопіль) — український драматичний актор. Народний артист УРСР (1969).

## Життєпис
Учасник німецько-радянської війни.
Закінчив театральний технікум у місті Сталіно (нині Донецьк).
Актор драматичних театрів у містах Бахмуті (нині Донецької області), Сталіно (1930—1941); Полтаві (1948—1956), Вінниці (1956—1960).
Від 1960 у місті Тернополі.

## Ролі
- Стецько («Сватання на Гончарівці» Грицька Квітки-Основ’яненка),
- Іван Непокритий («Дай серцю волю, заведе в неволю» Марка Кропивницького),
- Тіпка («Замулені джерела» Марка Кропивницького),
- Лопух («Циганка Аза» Михайла Старицького),
- Шрам («Оборона Буші» Михайла Старицького),
- Лопата («Земля» за Ольгою Кобилянською),
- дядько Лев («Лісова пісня» Лесі Українки),
- Ернст Крауз («Незабутнє» за Олександром Довженком),
- Микола Задорожний («Украдене щастя» Івана Франка),
- Рибалка («Спасибі тобі, моє кохання» Олекси Коломійця),
- Найда («Шлях до сина» Олекси Корнієнка),
- Недомірко («Розлука» Б. Антківа та І. Цюпи),
- Антон Качан («Вірус кохання» Ю. Бобошка і В. Данилевича).